# Aceria diospyri
Aceria diospyri är en spindeldjursart som beskrevs av Hartford Hammond Keifer 1944. Aceria diospyri ingår i släktet Aceria och familjen Eriophyidae. Inga underarter finns listade i Catalogue of Life.